# Ayungon
Ayungon es un municipio filipino de la provincia de Negros Oriental. Según el censo de 2000, posee una población de 40.744 habitantes divididos en 7989 familias. 

## Barangays
Ayungon está políticamente subdividida en 24 barangays.
| - Amdus - Jandalamanon - Anibong - Atabay - Awa-an - Ban-ban - Calagcalag - Candana-ay - Carol-an - Gomentoc - Inacban - Iniban | - Kilaban - Lamigan - Maaslum - Mabato - Manogtong - Nabhang - Población - Tambo - Tampocon I - Tampocon II - Tibyawan - Tiguib |